# 20000
20000 (hai mươi nghìn, hai mươi ngàn, hay hai vạn) là một số tự nhiên ngay sau 19999 và ngay trước 20001.